# Любимов, Алексей Ильич
Алексей Ильич Любимов (1902—1986) — участник Великой Отечественной войны, командир 671-го артиллерийского полка 213-й стрелковой дивизии 7-й гвардейской армии Степного фронта, майор. Герой Советского Союза (1943).

## Биография
Родился 7 мая (20 мая по новому стилю) мая 1902 года в станице Красночерская Области Войска Донского (по другим данным — в станице Терновской), ныне Цимлянского района Ростовской области в крестьянской семье. Русский.
Образование начальное. Работал конторщиком на кожевенном заводе в станице Нижнечирская (ныне посёлок городского типа Нижний Чир Волгоградской области).
В Красной Армии с 1921 года. Участник боёв с бандами Антонова на Тамбовщине и с басмачами в Таджикистане. В 1926 году окончил Ленинградское артиллерийское училище. Член ВКП(б)/КПСС с 1940 года.
Участник Великой Отечественной войны с июня 1941 года. Войну встретил в Белоруссии, участвовал в Курской битве. Командир артиллерийского полка майор Алексей Любимов 27 сентября 1943 года, переправив материальную часть полка на подручных средствах через реку Днепр, в бою с тяжелыми танками, бронемашинами и бронетранспортёрами противника огнём обеспечил захват плацдарма на правом берегу Днепра в районе села Днепровокаменка Верхнеднепровского района Днепропетровской области Украины.
С 1946 года подполковник Любимов А. И. — в отставке. Жил в городе Термез Сурхандарьинской области Узбекистана, а затем в городе Краснодаре.
Умер 5 апреля 1986 года. Похоронен в Краснодаре на Славянском кладбище.

## Память
- 9 мая 2007 года в городе Цимлянске Ростовской области торжественно открыт бюст Героя[2].

## Награды
- Указом Президиума Верховного Совета СССР от 26 октября 1943 года за умелое командование артиллерийским полком, образцовое выполнение боевых заданий командования на фронте борьбы с немецко-фашистскими захватчиками и проявленные при этом мужество и героизм майору Любимову Алексею Ильичу присвоено звание Героя Советского Союза с вручением ордена Ленина и медали «Золотая Звезда» (№ 1483).
- Награждён ещё одним орденом Ленина, орденом Красного Знамени, тремя орденами Отечественной войны 1 степени, медалями.